# Peter Gric

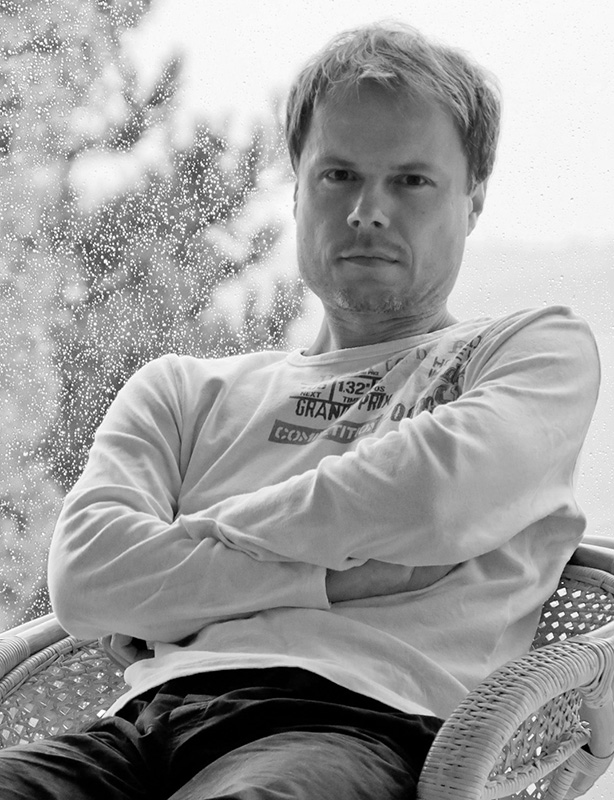
Porträt von Peter Gric

Peter Gric, auch Petr Gric, (* 1968 in Brünn) ist ein österreichischer Maler, Zeichner und Illustrator, der ursprünglich aus Tschechien stammt. In seinem Werk finden sich Motive von futuristischen Landschaften und Architekturen, biomechanischem Surrealismus und fantastischem Realismus. Gric ist Mitglied der Künstlergruppen Libellule und Labyrinthe.

## Leben
Petr Gric wurde 1968 in Brünn in der ehemaligen Tschechoslowakei geboren. Seine Eltern förderten sein malerisches und zeichnerisches Talent, so dass er schon in jungen Jahren ausstellte. 1980 wanderten seine Eltern unter dem Vorwand einer Urlaubsreise über Ungarn und Jugoslawien nach Österreich aus. Sie verbrachten ein Jahr auf dem Land in Reichenau an der Rax. Bald darauf zogen sie nach Linz, wo Gric die Volksschule abschloss und an der Höheren Technischen Lehranstalt Grafikdesign studierte. 1988 zog er nach Wien, wo er bei Arik Brauer an der Akademie der bildenden Künste Wien zu studieren begann. 1993 schloss er sein Studium mit dem Magister der bildenden Künste ab. Schon während seines Studiums nahm er an mehreren Ausstellungen teil und begann, seine Arbeiten erfolgreich zu verkaufen. 1996 präsentierte Gric seine Arbeit über die Verbindung von Malerei und Computergrafik an der Akademie der bildenden Künste Wien. Von 2011 bis 2015 war Gric Lehrbeauftragter an der Akademie der bildenden Künste Wien.
Im Jahr 2009 zog er von Wien nach Höflein an der Hohen Wand.

## Arbeiten
Gric verwendet Öl-, Acrylfarben oder Kombinationen davon. Er verwendet auch Airbrushes. Die meisten seiner Werke entwirft er in Grafiksoftware und die komplexeren Stücke modelliert er in 3D-Software. Trotz seiner Arbeit in der Computergrafik ist dies nicht sein Hauptmedium. Er experimentiert mit Grafiksoftware und Geometrie für seine Werke. Für die Fertigstellung kleinerer Formate benötigt er einige Tage oder Wochen. Für große Werke benötigt er Monate. Einige seiner Werke sind mehrere Meter groß.
Seine Kunst ist eine Kombination aus futuristischen Landschaften und Architekturen, biomechanischem Surrealismus und phantastischem Realismus. Vor seiner künstlerischen Karriere wurde er von den Science-Fiction-Illustratoren Chris Moore und Peter Elson sowie von den Star-Wars-Filmen beeinflusst. Sein größter Einfluss waren jedoch die surrealistischen Gemälde seines Vaters und Künstler wie Salvador Dalí, Giorgio de Chirico, Max Ernst, Ernst Fuchs, Rudolf Hausner, Samuel Bak, Alfred Kubin, Hansruedi Giger und später Zdzisław Beksiński, Odd Nerdrum und De Es Schwertberger. Die meisten seiner Inspirationen stammen aus der Natur und der Architektur, aber er ist auch von Erosion, abstrakter Geometrie und Frauenkörpern fasziniert. Gric schafft Visionen und Fantasien, die er selbst nicht erklären kann. Wie Beksiński schert er sich nicht um die Interpretationen seiner Werke.
Gric erklärte über seine Kunst:

„Ich finde es schwer zu erklären, was ich male oder warum; eigentlich sehe ich keinen Grund, meine Arbeit zu analysieren oder zu rechtfertigen. Aber ich mag Rätsel – sie scheinen so grenzenlos, solange sie ungelöst sind.“

## Ausstellungen
Im Jahr 2007 war er an der Gestaltung der Bühne für die SamPlay-Produktion Hamlet in Rock beteiligt. 2010 arbeitete er am Concept Design für das Projekt At the Mountains of Madness von Regisseur Guillermo del Toro.
Viele von Grics Werken befinden sich in persönlichen oder öffentlichen Sammlungen: Österreichische Staatsgalerie Belvedere, Immuno AG, Städtische Galerie in Traun, Künstlerhaus München, Art Visionary Collection in Melbourne, Rardy van Soest Collection in Houten, Trierenberg Art in Traun; beinArt Collection in Australien, Westermann Collection in Deutschland.